# كلام نواعم (برنامج)
كلام نواعم برنامج حواري نسائي عرض على قناة ام بي سي 1 منذ عام 2002. ويعتبر البرنامج النسخة العربية من برنامج "The View" الأمريكي تقوم فكرة البرنامج على أربع مذيعات نساء يناقشن قضايا النساء والمجتمع، ويناقش الكثير من القضايا العائلية والاجتماعية والقضايا التي تهم المرأة العربية. وهو برنامج ذو شعبية كبيرة في الوطن العربي. البرنامج استضاف العديد من الشخصيات المعروفة منها: وزيرة الخارجية الاميركية هيلاري كلينتون.

## تاريخ وفقرات البرنامج
منذ بداية البرنامج الشهير وتوسع جمهورها على قناة الشرق الأوسط MBC 1 إلا أنه احتفظ بنفس الأسلوب لسنوات كثيرة مع تغيير في الديكور وبعض المذيعات، ولكن في بداية العام 2019 أضيفت فقرة بنات نواعم وهي فقرة مميزة ومختلفة عن اسلوب البرنامج تقدمة طفلة اشتهرت بنشاطها ضد زواج القاصرات ندى الاهدل لتقدم البرنامج وتتحدث عن قضايا الفتيات المراهقات لتنقل نصائح وإرشادات من تجربتها الخاصة.
عرض موسم آخر من (كلام نواعم) عام 2020 بعد فترة توقف، وقدمته مذيعات يخضن تجربتهن الأولى على الشاشة هن: أميمة عزوز، ديما الأسدي، وبيرلا حلو.
عاد برنامج (كلام نواعم) في موسم جديد تُعرض حلقاته على الهواء مباشرةً عام 2022 مع تغير في مقدمات البرنامج، وأصبح من تقديم: نجلا المطيري، شيرين عرفة، ندى باعشن، ونجاح المساعيد.

## مقدمات البرنامج
مقدمات البرنامج في موسم (2022):
نجلا المطيري.
شيرين عرفة.
ندى باعشن.
نجاح المساعيد.
مقدمات سابقات
- نادية أحمد.
- رانيا برغوث.
- منى أبو سليمان.
- إلهام وجدي.

- نشوى الرويني (2002 - 2005)
- هيام أبو شديد (2005 - 2007)
- فرح بسيسو.
- هبة جمال.
- فوزية سلامة.
- أوكتافيا نصر.
- أميمة عزوز.
- ديما الأسدي.
- بيرلا حلو.

## الوثائقي الأمريكي عن البرنامج
أنتجت قناة بي بي اس (pbs) الأمريكية وثائقيا بعنوان "Dishing Democracy " يتناول الوثائقي تأثير برنامج كلام نواعم في العالم العربي .